# Нойон (сомон)
Нойон (монг.: Ноён) — сомон аймаку Умнеговь, Монголія. Площа 10,4 тис. км², населення 1560 чол. Центр сомону селище Ховун лежить за 880 км від Улан-Батора, за 200 км від міста Даланзадгад.

## Рельєф
Найвища точка — гора Нойон уул (2397 м). Рік та струмків мало.

## Клімат
Клімат різко континентальний. Щорічні опади 150 мм, на підні 50 мм, середня температура січня −14-16°С, середня температура липня +24-25°С.

## Природа
Водяться вовки, лисиці, дикі степові кішки, джейрани, аргалі, дикі кози, рисі, снігові барси, кулани.

## Корисні копалини
Родовища кам'яного вугілля, будівельної і хімічної сировини, золота, декоративного каміння.

## Соціальна сфера
Є школа, лікарня, сфера обслуговування.